# Lozano, Texas
Lozano, Texas (енгл. Lozano) насељено је место без административног статуса у америчкој савезној држави Тексас.

## Демографија
По попису из 2010. године број становника је 404, што је 80 (24,7%) становника више него 2000. године.
| Група             | 2000.       | 2010.       |
| Белци             | 5 (1,5%)    | 25 (6,2%)   |
| Афроамериканци    | 0 (0,0%)    | 2 (0,5%)    |
| Азијати           | 0 (0,0%)    | 7 (1,7%)    |
| Хиспаноамериканци | 319 (98,5%) | 372 (92,1%) |
| Укупно            | 324         | 404         |